# Forstreferendariat
Das Forstreferendariat ist in Deutschland der ungefähr zwei Jahre  dauernde Vorbereitungsdienst im Forstwesen. 

## Bewerbung
Die Voraussetzung der Bewerbung ist der erfolgreiche Abschluss eines Studiums der Forstwissenschaften mit dem Erwerb des akademischen Grades „Diplom-Forstwirt“ oder „Master“. Die   Ergebnisse von Vordiplom-/Bachelorprüfung und Diplom-/Masterprüfung (Gewichtung 1:2 in Hessen) werden berücksichtigt. Dann lädt man die Bewerber zu einem Vorstellungsgespräch ein.

## Ablauf
Das Referendariat gliedert sich in verschiedene Stationen, an deren Ende jeweils eine Benotung erfolgt. Der Forstreferendar tritt für die Zeit der Ausbildung in ein Dienstverhältnis auf Widerruf ein.
Das Forstreferendariat endet mit der Großen Forstlichen Staatsprüfung. Mit dieser qualifizieren sich die Anwärter für den höheren Forstdienst. Man darf dann die höheren Funktionen innerhalb der Forstverwaltung der Länder und des Bundes, etwa als Leiter eines Forstamtes, ausüben.